# 南奧蘭治
南奧蘭治（英語：South Orange）是美国新泽西州埃塞克斯郡的一個城市。據2020年美國人口普查，南奧蘭治有人口18,484人。